# Łąg Południowy
Łąg Południowy – przystanek osobowy w województwie pomorskim.
Położony jest na linii Nowa Wieś Wielka - Gdynia Port, czyli północnym odcinku magistrali węglowej Herby Nowe-Gdynia. Zadaszeniem jest metalowa wiata przystankowa.

## Ruch pasażerski
| Rok  | Wymiana pasażerska na dobę |
| ---- | -------------------------- |
| 2017 | –                          |
| 2022 | 0-9                        |